# Anarchias
Anarchias és un gènere de peixos morena de la família Muraenidae.

## Taxonomia
- Anarchias allardicei D. S. Jordan i Starks, 1906
- Anarchias cantonensis (L. P. Schultz, 1943)
- Anarchias euryurus (E. H. M. Lea, 1913)
- Anarchias galapagensis (Seale, 1940)
- Anarchias leucurus (Snyder, 1904)
- Anarchias longicaudis (W. K. H. Peters, 1877)
- Anarchias maldiviensis (Klausewitz, 1864)
- Anarchias seychellensis J. L. B. Smith, 1962
- Anarchias similis (E. H. M. Lea, 1913)